# Мухомор пантерний
Мухомор пантерний (Amanita pantherina (DC. ex Fr) Secr) — гриб родини мухоморових — Amanitaceae. Місцева назва — мухомор.

## Будова
Шапка 4-10 см у діаметрі, напівсферична, згодом опукло- або плоскорозпростерта, з тонким рубчастим краєм, буро-коричнева, іноді з легким рудуватим відтінком, сірувато-коричнева або буро, з численними білими пластівцями. Пластинки густі, білі. Спорова маса біла. Спори 8-12 Х 6,5-7,5 мкм, еліпсоподібні, гладенькі. Ніжка 5-10 Х 0,5-1,5 см, циліндрична, внизу з складчастою бульбою, порожня, біла, тонковолокниста, з білим вузьким кільцем та з прирослою з вільним краєм піхвою. М'якуш білий, з неприємним запахом.

## Життєвий цикл
Росте у листяних і хвойних лісах, часто, з липня по жовтень. 

## Поширення та середовище існування
Поширений по всій Україні.

## Практичне значення
Смертельно-отруйний гриб. Містить такі отрути: мускарин, мікоатропін. Схожий на інші види мухоморів: Amanita junquillea, Amanita spissa.

## Галерея

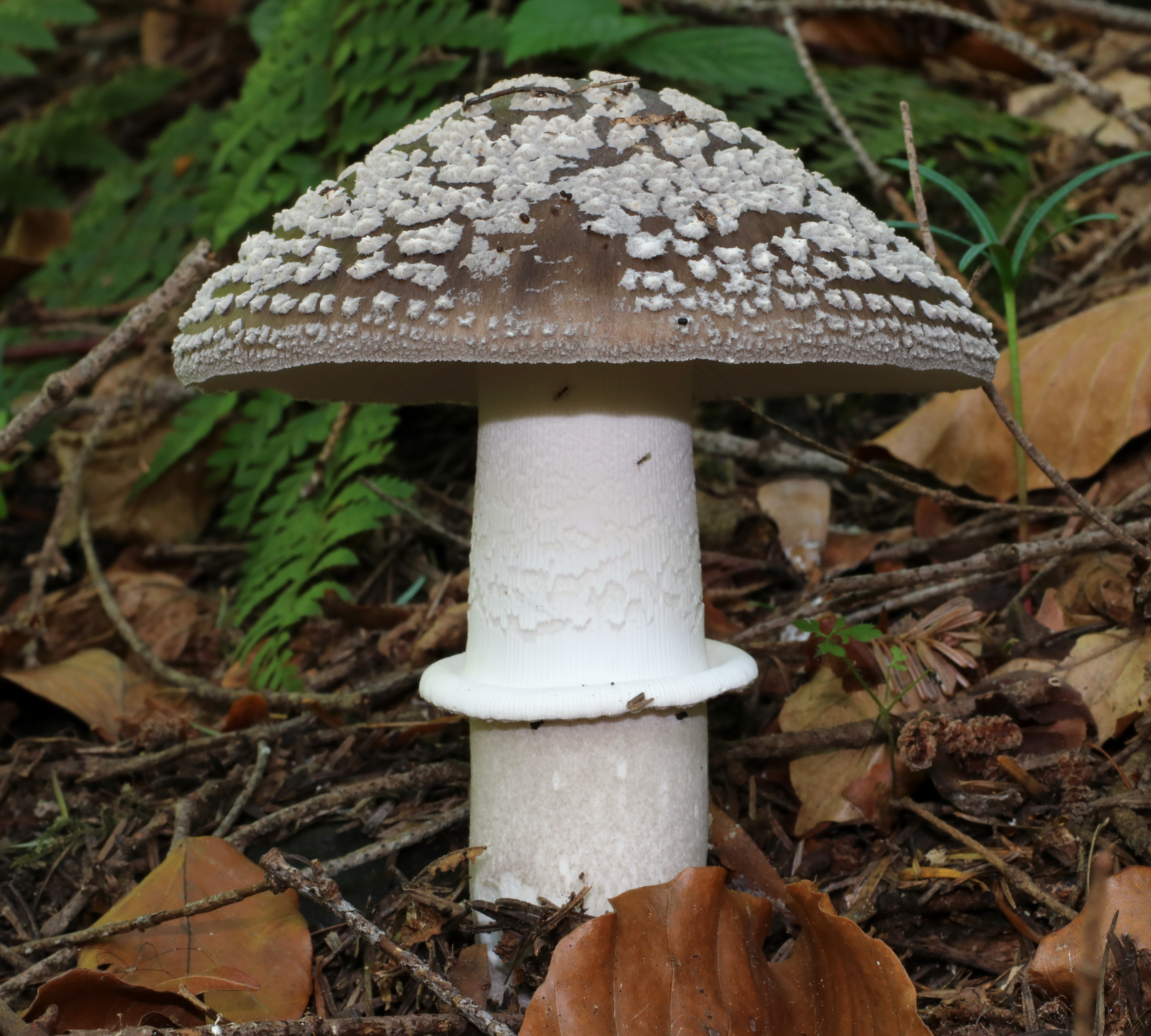
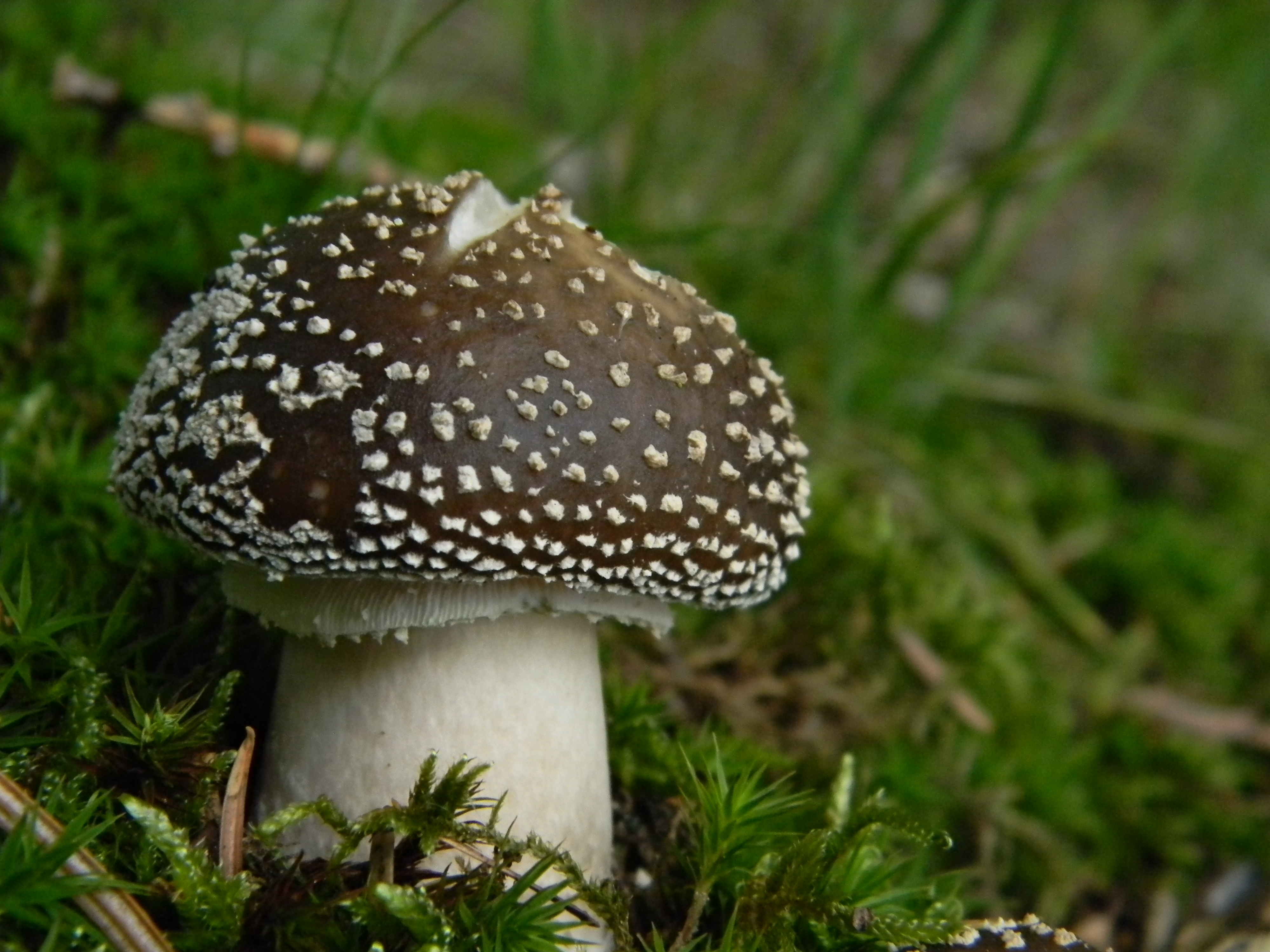
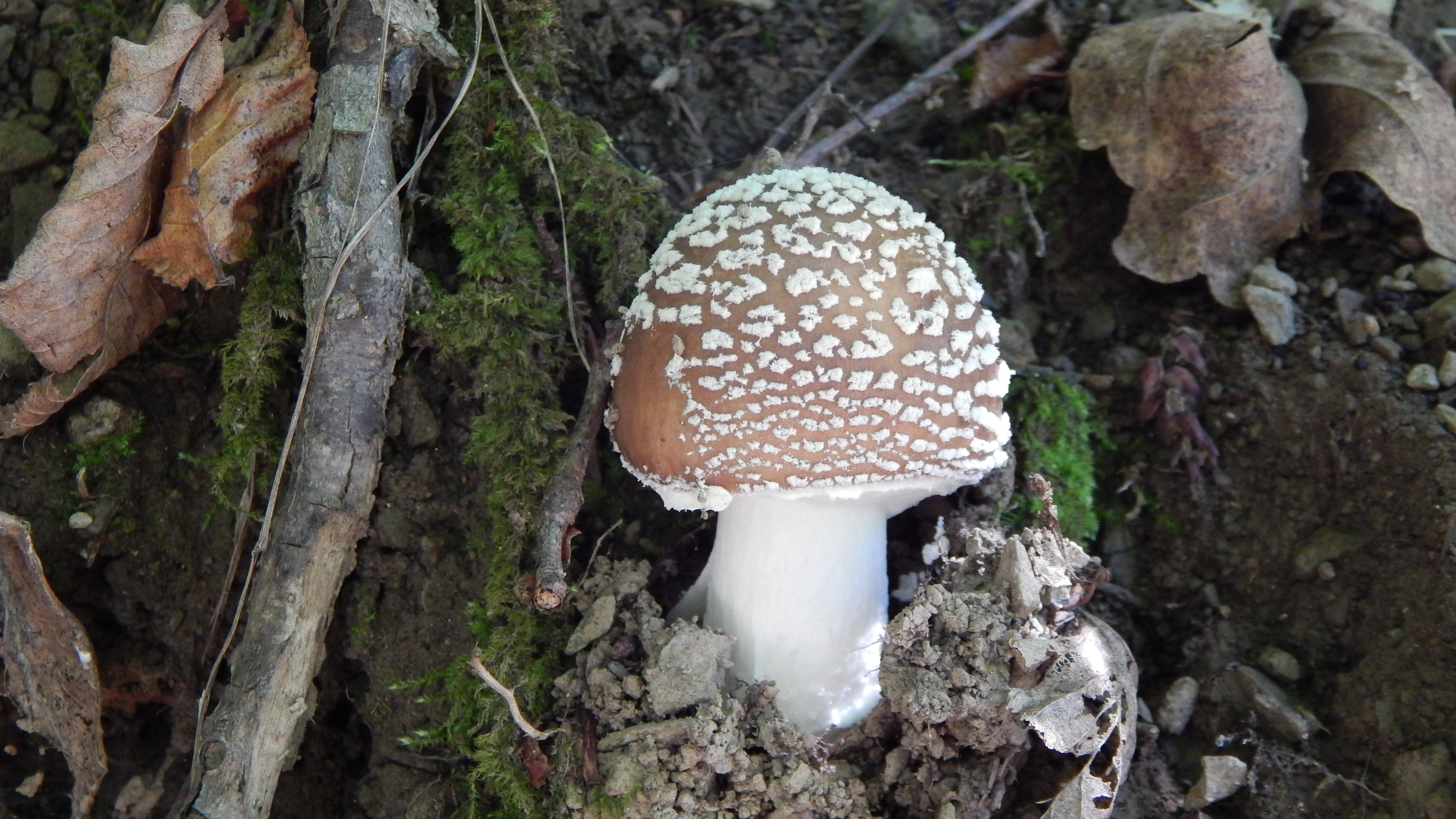
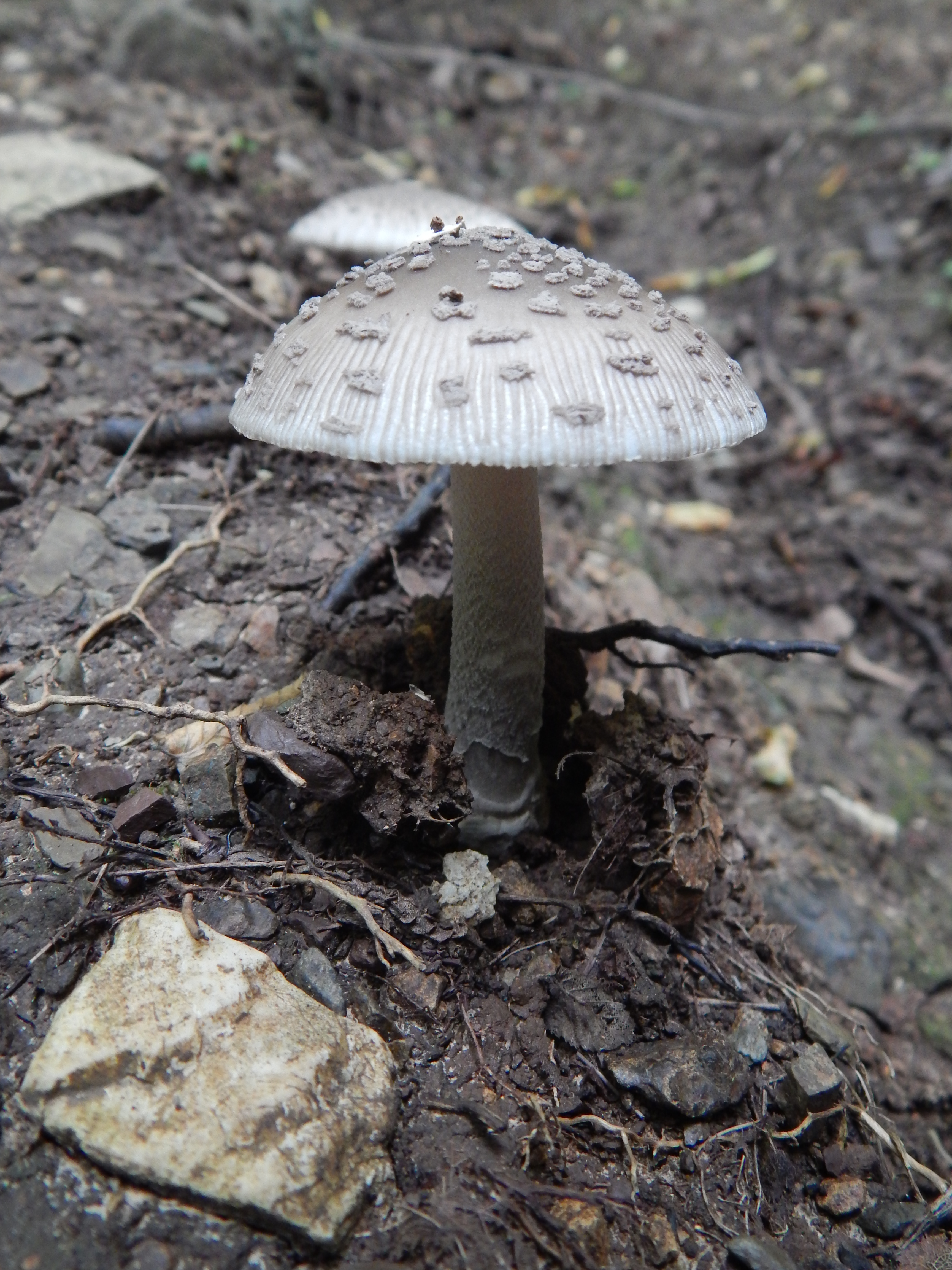
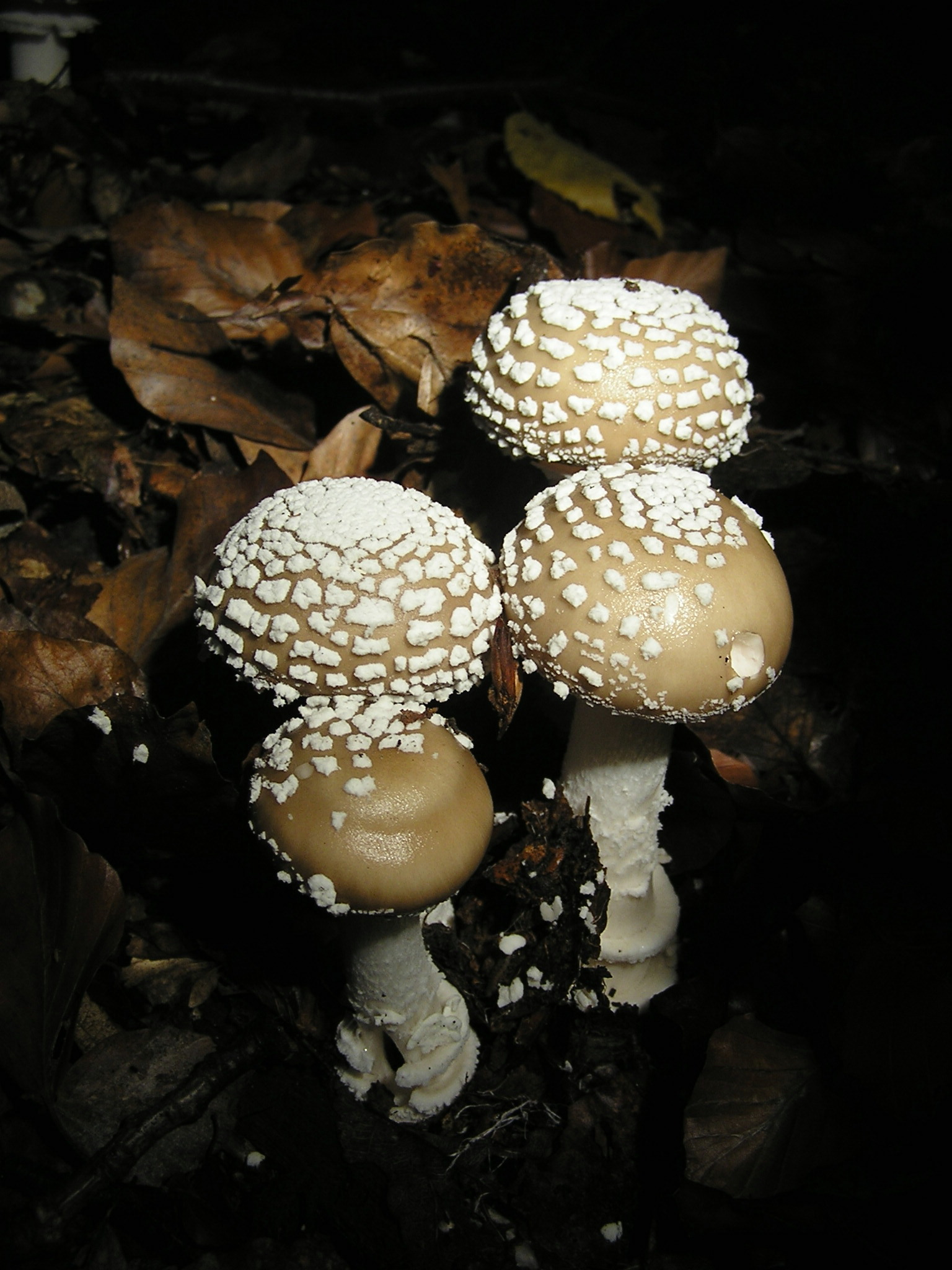
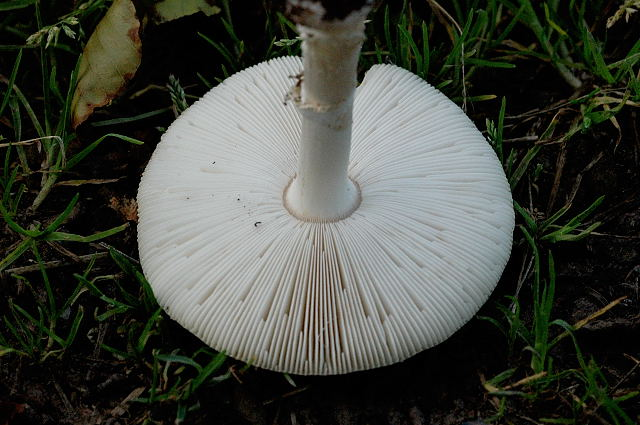
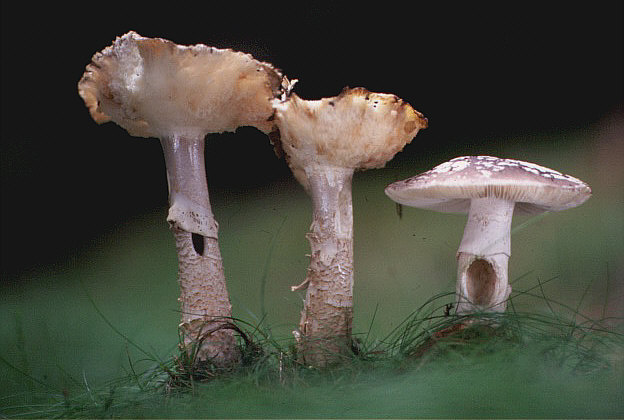